# Ferocactus glaucescens
Ferocactus glaucescens  es una planta suculenta de la familia de las cactáceas.

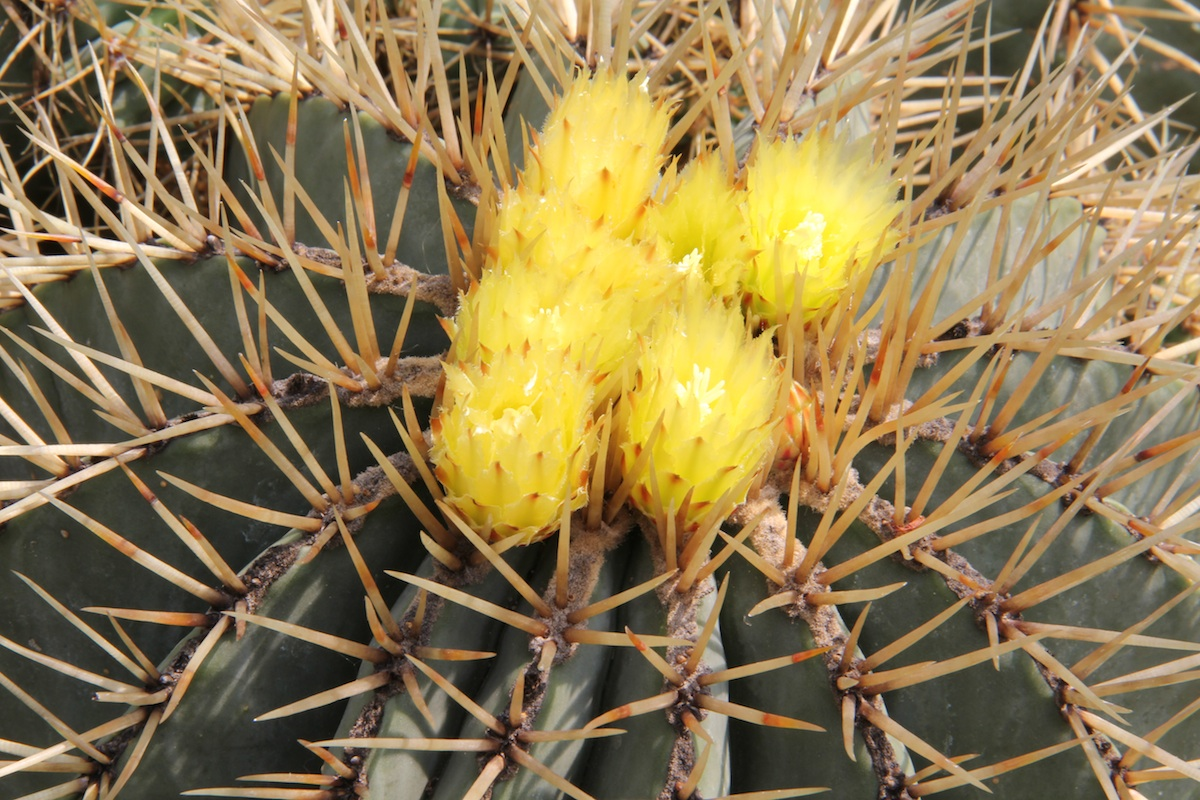
Detalle de las flores

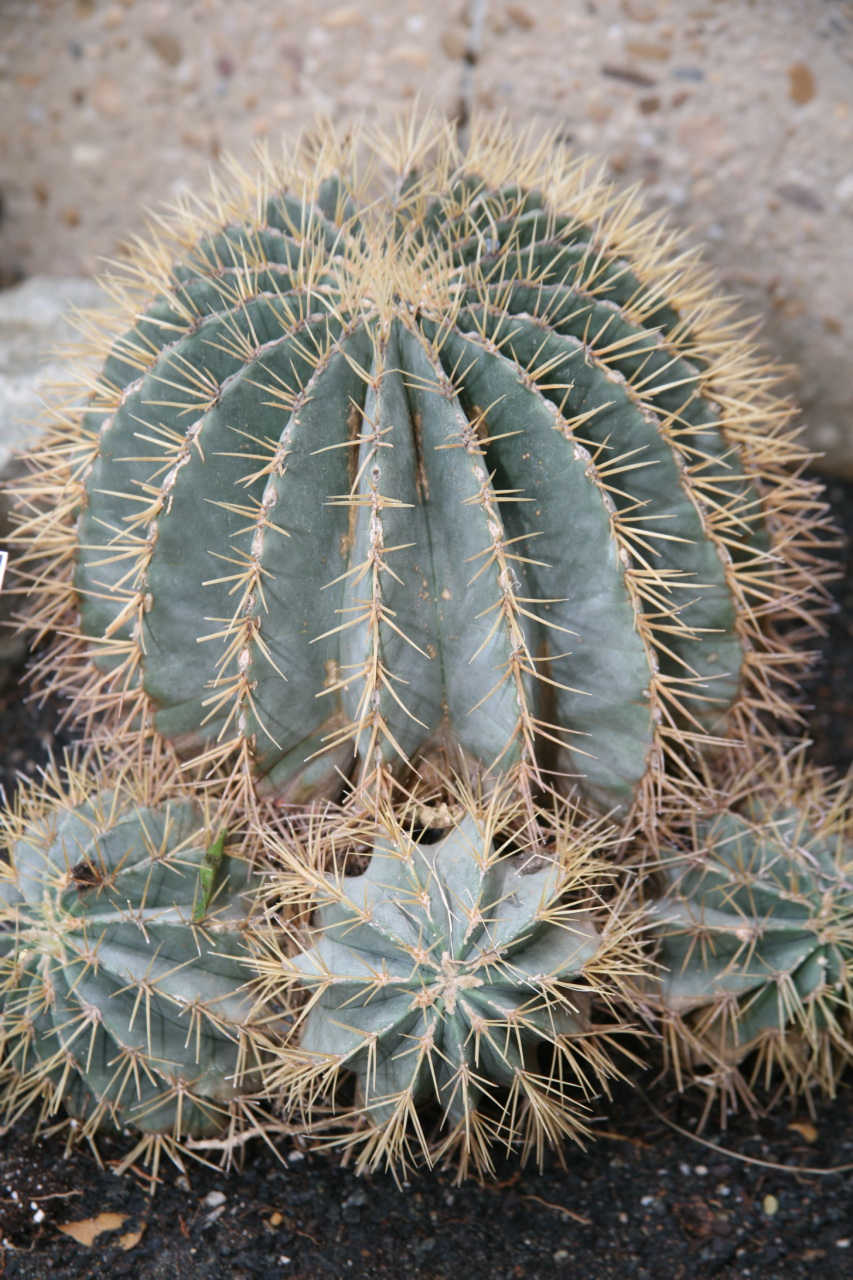
Vista de la planta

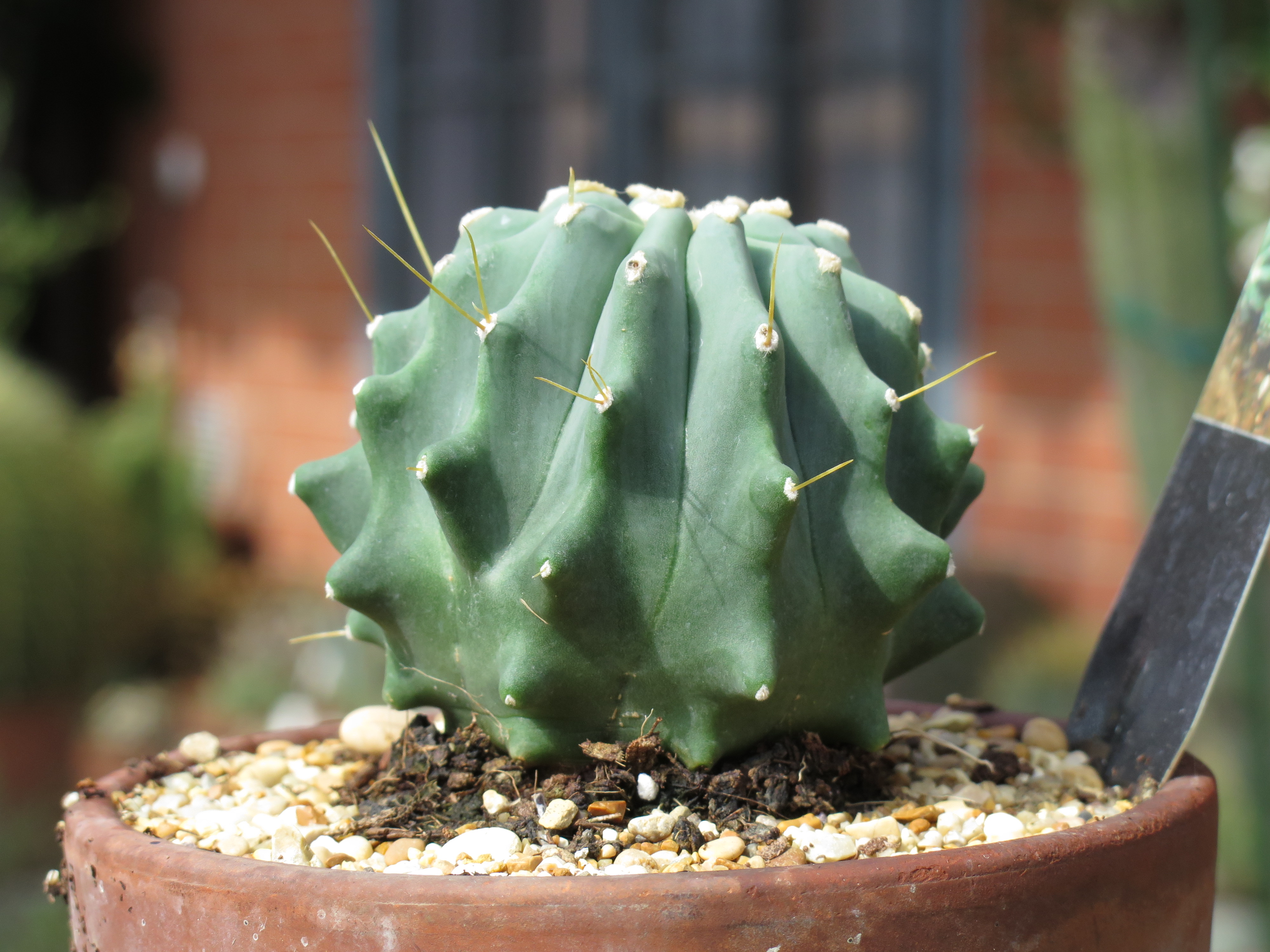
Ferocactus glaucescens forma nuda (inermis)

## Descripción
Es de cuerpo globular, simple o con vástagos que emite desde la base. Rara vez supera los cuarenta centímetros de diámetro y de altura. De color verde grisáceo o glauco, con 11 a 15 costillas longitudinales de unos 2 a 3,5 cm de profundidad y areolas alargadas cubiertas de lanosidad amarilla que tiende a desaparecer con la edad. Tiene 6 espinas radiales, erectas o ligeramente curvadas de color amarillo y una única central, aunque es posible que carezca de ella. Las flores, en forma de embudo, pueden medir entre 2 y 3,5 cm, de color amarillo.

## Hábitat
La planta suele apreciar los suelos calcáreos, no obstante prospera igualmente si se coloca en un suelo más rico en nutrientes. Le favorece mucho el calor y el pleno sol cuando ya está establecido y tiene cierta edad.

## Distribución
Su área de distribución natural es en los Estados mexicanos de Hidalgo y Querétaro Arteaga, en el centro del país.

## Taxonomía
Ferocactus glaucescens fue descrita por Nathaniel Lord Britton & Joseph Nelson Rose y publicado en The Cactaceae; descriptions and illustrations of plants of the cactus family 3: 137, en el año 1922.
Etimología
Ferocactus: nombre genérico que deriva del adjetivo latíno "ferus" = "salvaje" , "indómito" y "cactus", para referirse a las fuertes espinas de algunas especies.
El epíteto específico glaucescens significa azul-gris-verdoso, refiriéndose al color de la planta.
Sinonimia
- Ferocactus pfeifferi
- Echinocactus glaucescens basónimo
- Bisnaga glaucescens
- Echinocactus pfeifferi[2]
- Echinocactus dietrichianus C.F.Först.
- Echinocactus mammillarioides Hook.
- Echinocactus theiacanthus Lem.
- Echinocactus theionacanthus Lem.
- Echinofossulocactus pfeifferi (Zucc.) Lawr.
- Malacocarpus mammillarioides (Hook.) Britton & Rose
- Parrycactus glaucescens (DC.) Doweld[3][4]